# Barry Trotter
Pour les articles homonymes, voir Trotter.
Vous pouvez aider à l'améliorer ou bien discuter des problèmes sur sa page de discussion.
- Il ne cite pas suffisamment ses sources. Vous pouvez indiquer les passages à sourcer avec {{référence nécessaire}} ou {{Référence souhaitée}}, et inclure les références utiles en les liant aux notes de bas de page. (Marqué depuis juillet 2019)
- Il n’est pas rédigé dans un style encyclopédique. (Marqué depuis juillet 2019)

- Archive Wikiwix
- Bing
- Cairn
- DuckDuckGo
- E. Universalis
- Gallica
- Google
- G. Books
- G. News
- G. Scholar
- Persée
- Qwant
- (zh) Baidu
- (ru) Yandex
- (wd) trouver des œuvres sur Wikidata

Barry Trotter est une série de trois romans écrite par Michael Gerber.
C'est une parodie de Harry Potter, la saga écrite par J. K. Rowling. La série sort en version française entre 2004 et 2006 aux éditions Bragelonne :
- Barry Trotter et la Parodie Éhontée, 2004 (Barry Trotter and the Shameless Parody, 2001) ;
- Barry Trotter et la Suite Inutile, 2005 (Barry Trotter and the Unnecessary Sequel, 2003) ;
- Barry Trotter et le Cheval Mort, 2006 (Barry Trotter and the Dead Horse, 2004).

En 2007, est parue « l'intégrale », regroupant les trois tomes de la saga.

## Les livres

### Barry Trotter et la Parodie Éhontée
Barry Trotter, jeune sorcier de 22 ans, est un ancien élève de l'école de sorcellerie Coudbar, autorisé à y rester à la suite de la popularité de son roman. Pour empêcher son école d'être envahie par des milliers de fans glandus (non-sorciers), le célèbre sorcier tente d'interrompre la production du film « Barry Trotter et la Pompe à fric ». Il sera aidé dans sa quête par ses amis : Lon, un jeune s'étant fait greffer un cerveau de Golden Retriever à la suite d'un accident, et Ermine, professeur nymphomane d'un collège de banlieue.

### Barry Trotter et la Suite Inutile
Ce deuxième tome raconte les déboires de Barry, maintenant âgé de 38 ans, marié à Ermine et père de deux enfants, qui, à la suite de la mort du directeur de Coudbar, se voit obligé de prendre sa place, alors même qu'il souffre d'une étrange maladie. L'histoire suit aussi la première année à Coudbar de son fils ainé, Nigel, dépourvu de tout talent magique, et aborde le danger que représente le monde magique pour le monde glandu.

### Barry Trotter et le Cheval Mort
Ce livre est une préquelle qui, sous prétexte du traitement psychanalytique de Barry, raconte sa 5e année, particulièrement débauchée, de scolarité à Coudbar. Il parlera, avec son psychanalyste de son premier véritable amour, de ses occupations avec ses amis de l'Ordre du Pénis (relevant principalement du matage de films X volés), de l'accident qui a rendu Lon à moitié canin et d'autres aspects de sa jeunesse à Coudbar.

## Les personnages
Barry Trotter (parodie de Harry Potter)
C'est un élève célèbre de Coudbar dont il fait la renommée dans les deux mondes (Sorcier et Glandu). Il est le meilleur ami de Lon Muesly et d'Ermine Cringer. Très porté sur « la chose » et éternel ado, il fait office de raté dans la saga. Maladroit, disant franchement ce qu'il pense, il n'a aucun tact et est plutôt bourru (au grand désespoir d'Ermine). Portant une cicatrice en forme de point exclarrogatif au milieu du front, il s'habille de façon très décontractée. Il a du mal à réaliser qu'il est adulte.
Lon Muesly (Ron Weasley)
Le meilleur ami de Barry a subi un accident de Quichecuite et se prend depuis pour un chien. Il aboie, pourchasse les oiseaux et urine sur les arbres. Bref, il n'a presque plus rien d'humain (à part la parole et la façon de marcher). Depuis quelque temps, c'est sa sœur Genny (éternelle célibataire) qui s'occupe de lui. Il a également un trou dans le crâne, séquelle de l'accident, où il range parfois des choses, ce qui dégoûte Barry (voir tome 2, chapitre 11).
Ermine Cringer-Trotter (Hermione Granger)
C'est la meilleure amie de Lon et Barry, elle deviendra la femme de ce dernier. Très rigoureuse, elle aime se cacher et est plutôt mystérieuse. Véritable « mère poule », elle surprotège ses enfants Nigel et Fiona (Nigel la surnomme d'ailleurs « l'autorité suprême » ). Devenue nymphomane à la suite d'une déception amoureuse, elle compte sur son mari Barry pour satisfaire ses envies. Elle aime également lire et aide volontiers ses proches lorsqu'ils en ont besoin. 
Nigel Trotter
Fils de Barry et d'Ermine. Ce jeune garçon est dénué de pouvoirs magiques et ne s'intéresse pas du tout au monde des sorciers. Sage et discipliné, il a « pris du côté de sa mère », à la grande déception de Barry qui comptait lui apprendre quelques bonnes farces qu'il avait lui-même réalisées. Il est contraint par son père d'entrer à Coudbar malgré son envie d'aller dans une école glandue.
Lord Terry Valdemarne (Lord Voldemort)
Après avoir essayé pendant des années de tuer Barry, Valdemarne s'est fait élire maire de Piliédbar (une ville avec une foule de casinos). Il fait reconnaître Piliédbar comme « zone autonome » et en devient donc le maire permanent. Vivant dans le luxueux hôtel « le Paradis de Néron », il est fasciné par l'argent et a trempé dans des affaires plutôt louches.
Pludbus Céldèlbore (Albus Dumbledore)
Directeur de l'école de sorcellerie Coudbar, il s'accroche à son poste comme une huître à son rocher. Pratiquant des escroqueries en tout genre, il s'arrange continuellement pour s'enrichir avec notamment les frais d'inscription excentriquement élevés (surtout compte tenu du nombre de morts annuels) de Coudbar. Il est, par ailleurs, collectionneur de films X.
J. G. Rollins (l'auteure J. K. Rowling)
L'auteure de la saga n'est que « nommée » par les personnages au cours de l'histoire. Elle n'apparait qu'une seule fois (tome 1). Barry est constamment en train de critiquer la façon dont J. G. Rollins l'a décrit dans ses livres (il aurait aimé qu'elle le décrive avec un peu plus de muscles) et n'arrête pas de faire remarquer qu'elle s'est maintes fois trompée sur le caractère des personnages. Malgré tout, il est d'accord avec elle sur certains points (notamment sur le caractère masochiste de Ptiobit) et semble même admiratif de J. G. par moments (« Au fond elle est sympa cette J. G. Rollins », tome 1).
Grobid (Hagrid)
C'est le garde-chasse de Coudbar. C'est un géant, massif, avec des cheveux en bataille. Alcoolique notoire, il est perpétuellement ivre. Ses paroles ressemblent davantage à des ordres et il est rare qu'une de ses phrases ne contienne pas le mot « P'tain ». Il est toujours entouré d'une forte odeur d'alcool et les élèves ne l'aiment généralement pas.
Gogue (Rogue)
Maître des potions de Coudbar, il est bien mystérieux. Soutien de la maison Frèrpétar, il n'hésite pas à enlever des points à la maison Frittondpor pour un oui, pour un non, ou juste pour le plaisir. C'est lui que l'on accuse toujours lorsqu'un évènement terrible se passe à Coudbar.

## Autres noms et lieux parodiés
Dans la version parodique en français, d'autres noms humoristiques remplacent les noms originaux, comme « Pr McGoogle » (pour Pr McGonagall) ; « Mme Pommefritte » (Mme Pomfresh) ; « Pr Pourave » (Pr Chourave) ; Siroz Emplack (Sirius Black) ; Colon Crevé (Colin Crivey) ; la Dame qui me les Brise (La Dame Grise, fantôme de Serdaigle) ; Gauledebois Lockarre (Gilderoy Lockhart) ; Ptiobit (Dobby) ou encore les Durdurdesslevey (les Dursley).
Dans la version originale de J. K. Rowling, l'école des sorciers se nomme « Poudlard ». Ici, pour accentuer l'effet comique de l'œuvre, Barry part étudier dans l'école de Coudbar. L'école de sorcières française change également de nom, l'école de Beauxbâtons prend le nom de « Groscartons ». Il en va de même pour le nom de nombreux autres lieux. Ainsi, la gare de King's Cross devient celle de « King's Corse ». Le village de Pré-au-Lard où les élèves se rendent à partir de la troisième année prend le nom de « Piliédbar ». Le train qui mène les enfants jusqu'au château : le Poudlard express se transforme en « Coudbar Dépressif ». La Forêt Interdite devient à son tour la « Forêt Inédite ». Le magasin de Fleury et Bott change pour celui de « Fleure-Bon-Les-Bottes ». La prison d'Azkaban où sont enfermés les criminels sorciers est remplacée par la « prison d'Aztalan ».
Les noms de maisons se voient également modifiés. La maison Gryffondor devient alors « Frittondpor », celle de Poufsouffle se transforme en « Salepouffe », les Serpentards sont appelés les « Frèrpétards » et les Serdaigles se dorénavant nommés les « Sèrtètes ». Et la fameuse cicatrice de Harry, reçue lorsqu'il était enfant change elle aussi de nom pour « l'interrobang ».
Cependant, un lieu apparaît dans Barry Trotter et pourtant n'existe pas dans la saga originale des Harry Potter. Il s'agit d'un parc d'attraction (« Coudbar, vivez l'expérience ») qui est situé sur une île au milieu du lac de Coudbar. C'est l'ex-directeur de Coudbar, Rato Malaufoie (Drago Malefoy), qui avait entamé sa construction au grand dam de « J. G. Rollins » (elle avait été contactée par Rato et lui avait répondu que ce parc était une « obscénité scandaleuse » ; voir tome 2, chapitre 13). Ce parc parodie les parcs d'attractions en général. On y trouve des montagnes russes appelées La Libido sauvage d'Ermine (cette dernière n'avait d'ailleurs guère apprécié l'hommage), parodie des montagnes russes, ou encore un manège appelé Les Chopes Tournantes de Grobid, parodie des Mad Tea Party, les tasses tournantes très célèbres des parcs d'attractions Disney (Walt Disney Parks and Resorts).